# Condylidium
Condylidium là một chi thực vật có hoa trong họ Cúc (Asteraceae).

## Loài
Chi Condylidium gồm các loài: